# Tempo mosso
Tempo mosso è un album musicale, il quattordicesimo, di Mariella Nava pubblicato nel 2012 dalla Edel Music su licenza Calycanthus.
Molti i temi sociali trattati, dalla violenza domestica sulle donne in In nome di ogni donna dal coraggio a riprendersi il futuro in Da domani. La mia specialità è dedicata all'atleta sudafricano Oscar Pistorius e a tutti quelli che come lui sono riusciti a superare i limiti del proprio handicap con la forza di volontà. Nel brano Ci sono pensieri, invece, la Nava invita tutti a non subire passivamente tutto ciò che ci arriva dai media o dai social network, a riappropriarsi dei propri pensieri e ad essere protagonisti della propria vita.
Archi scritti e diretti dal Maestro Giandomenico Anellino con l'Orchestra Universale Italiana.
Registrato tra il 2009 e il 2012 presso Studio Libero di Antonio Coggio da Giuseppe Ranieri.
Il brano In nome di ogni donna viene candidato al premio Amnesty International - sezione Italia tra le migliori canzoni sui diritti umani.
Nell'agosto 2013 pubblica a distanza di pochi giorni, sul canale Youtube, i videoclip ufficiali di 4 brani: Ci sono pensieri, Come un amore, I giovani del mondo e In nome di ogni donna.

## Tracce
Testi e musiche di Mariella Nava.
1. Ci sono pensieri
2. Come un amore
3. In nome di ogni donna (con la partecipazione di Stefano De Sando)
4. Aria di resa
5. I giovani del mondo
6. Fammi decidere
7. Quadri di un abbraccio (per una volta)
8. La mia specialità
9. Da domani
10. Per fortuna
11. Comandamento
12. Tutto il tempo
13. Sorridi sorridi
14. Manifesto
15. Ali di fuoco

## Formazione
- Mariella Nava - voce, tastiera, programmazione, pianoforte
- Roberto Guarino - chitarra
- Enzo Di Vita - batteria
- Daniele Pomo - batteria
- Sasà Calabrese - basso
- Lutte Berg - chitarra
- Stefano Senesi - pianoforte
- Jack Tama - percussioni
- Egidio Maggio - chitarra
- Luca Aquino - tromba